# 25365 Bernreuter
25365 Bernreuter (tên chỉ định: 1999 TC27) là một tiểu hành tinh vành đai chính. Nó được phát hiện bởi dự án Nghiên cứu tiểu hành tinh gần Trái Đất Lincoln ở Socorro, New Mexico, ngày 3 tháng 10 năm 1999. Nó được đặt theo tên John Bernreuter, an American educator ở Bradenton, Florida.